# Aroldo Betancourt
Aroldo Betancourt (né Aroldo José Betancourt Alvarado le 13 septembre 1955 à Valencia au Venezuela), est un acteur vénézuélien de telenovela et de théâtre.

## Biographie
Aroldo Betancourt est marié à l'actrice Marialejandra Martin et a un fils appelé Adelmo.

## Carrière
Aroldo Betancourt participe à des telenovelas de RCTV et de Venevisión.
Depuis le 18 mai 2015, Aroldo Betancourt enregistre le film Santiago Apóstol, une production de José Manuel Brandariz où Julián Gil tient la vedette en jouant Santiago.

## Filmographie

### Telenovelas
- 1982 : Kapricho S.A.
- 1983 : Bienvenida Esperanza : Ivan
- 1985 : Cantaré para tí
- 1986 : Esa muchacha de ojos cafe : Miguel Subero
- 1989-1990 : María María : Santos Mendizabal
- 1990 : Emperatriz : Dr. Ricardo Montero
- 1991 : Terra Nova
- 1992 : Eva Marina
- 1992 : Por estas calles : Alvaro Infante[2]
- 1992 : Casado con mi hermano : Simon
- 1994 : María Celeste : Manaure Ledezma
- 1995 : Dulce enemiga : Armando Chano
- 1995 : Ka Ina : Cruz de Jesús Galaviz/Padre Francisco Ignacio Gamboa
- 1996 : Sol de tentación : Rildo Castillo
- 1997 : Salserín
- 1997 : Contra viento y marea (Venezuela)
- 1998 : El país de las mujeres : Rodolfo Matamoros
- 2000 : Hechizo de amor : Leonardo Sotomayor
- 2000 : Amantes de luna llena : Facundo Montoya
- 2001 : Guerra de mujeres : Olegario
- 2002 : Las González : Próspero
- 2003 : Cosita Rica : Vicente Santana
- 2005 : Amantes : Saúl Bejarano
- 2006 : Y los declaro marido y mujer : Jacobo Mújica.
- 2007 : Mi prima Ciela : Augusto Pallares
- 2008 : La Trepadora : Hilario Guanipa / Hilario Del Casal
- 2010 : Que el cielo me explique : Rubén Llano
- 2011 : El árbol de Gabriel :  Efraín Fernández
- 2013 : Los secretos de Lucía : Capitán Pedro Cárdenas

### Cinéma
- Retén de Catia
- 1991 : Terra Nova: Alfredo
- Muchacho solitario
- 1998 : 100 años de perdón : Rogelio
- 2004 : Amor en concreto : Alvaro, le mari

### Théâtre
Aroldo Betancourt a participé à plus de 25 pièces de théâtre dont : El pez que fuma, Calígula, Amado enemigo, Su novela romántica en el aire, Sagrado y obsceno, El pelícano, A la diestra de Dios padre, Juegos a la hora de la siesta, La declaración.